# 大海乡
大海乡，是中华人民共和国云南省曲靖市会泽县下辖的一个乡镇级行政单位。

## 行政区划
大海乡下辖以下地区：
绿荫塘村、梨树坪村、布多村、凹黑村、都米都村、刘家村、小江村、泥得坪村、下新村、炭棚村、观音岩村、黑箐村、银洞村、大垴包村、河沟村、鲁纳箐村、石板沟村、二道坪村、大山村、大菜园村、坪箐村和二荒箐村。